# Felsenburg Šaunštejn
Šaunštejn (deutsch Schauenstein, auch Hohenleipaer Raubschloss) wird eine Felsenburg bei Vysoká Lípa (Hohenleipa) in der Böhmischen Schweiz in Tschechien genannt. Heute sind von der Burganlage nur noch wenige Reste erhalten.

## Geschichte
Die Burg wurde Ende des 14. Jahrhunderts zum Schutz der Alten Böhmerstraße, einem Handelsweg von Böhmen in die Lausitz, durch die Berken von Duba aus Lípa erbaut. 1431 wurde die Burg erstmals urkundlich erwähnt. Ab 1435 gehörte sie den Wartenbergern, die sie als Stützpunkt für Raubzüge nutzten. Im 15. Jahrhundert wurde sie mehrmals durch die Wettiner und den Oberlausitzer Sechsstädtebund belagert und schließlich zerstört.
Von der Burganlage sind heute noch Fundamente der hölzernen Aufbauten, einige ausgemeißelte Räume, die Zisterne sowie zahlreiche Felseinmeiselungen (u. a. Kreuze, Gesichter, Hirsch mit Kruzifix) erhalten.
Aufgrund der auch durch Trittschäden von Wanderern verursachten Erosion am Sandsteinfelsen sowie des fortschreitenden Verfalls der einst als Aufstiegshilfen und zur Überbrückung von Klüften installierten eisernen Träger und Trittbleche wurden der Aufstieg und das Gipfelplateau im Jahr 2021/22 umfassend saniert. Dabei wurden Leitern und Geländer erneuert. Auf dem Gipfelplateau wurden Stege installiert, die über dem Sandstein verlaufen und so Erosionsschäden verringern sollen. Der Zugang zur südwestlichsten Gipfelgruppe samt Aussichtspunkt wurde dauerhaft zurückgebaut. Die Kosten der Sanierung beliefen sich auf ca. 9,4 Millionen Kronen (ca. 375.000 Euro).

## Aussicht
Die Felsenburg liegt am Südrand eines ausgedehnten Wald- und Felsgebietes, welches den Kern der Böhmischen Schweiz bildet. Die Aussicht umfasst im Wesentlichen den Blick von Osten über Süden bis nach Westen. Markante Berge im Blickfeld sind der Kaltenberg, die Lausche, der Rosenberg, der Hohe Schneeberg und der Kamm des Erzgebirges.

## Zugang
Die Felsenburg befindet sich ca. 800 Meter nördlich von Vysoká Lípa (Hohenleipa) und ist nur zu Fuß erreichbar. Der Zugang ist über zwei markierte Wanderwege (gelber Strich und roter Strich) von Vysoká Lípa bzw. von Mezní Louka (Rainwiese) oder Jetřichovice (Dittersbach) aus möglich.

## Galerie

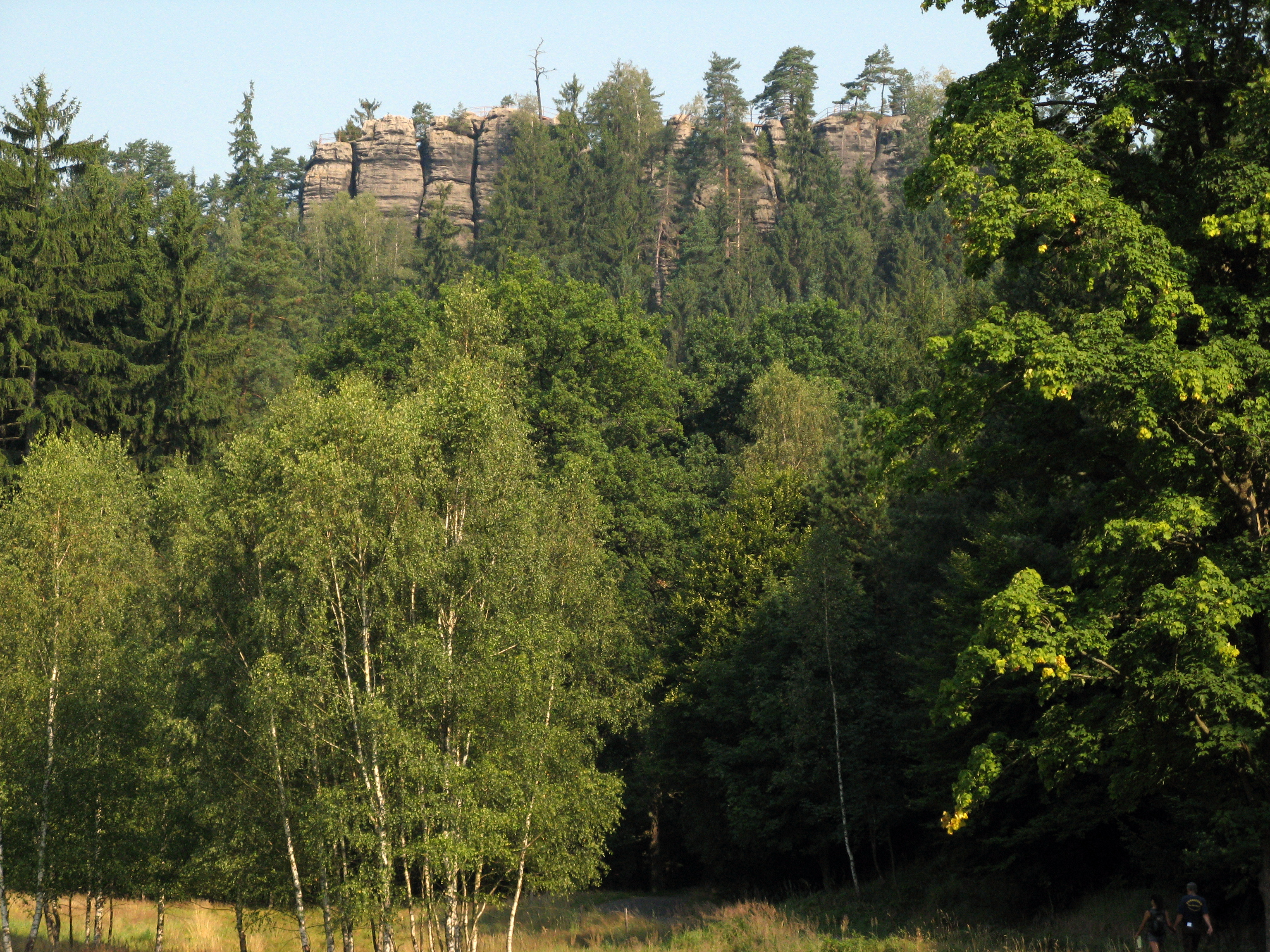
Blick von Süden zum Massiv der Felsenburg
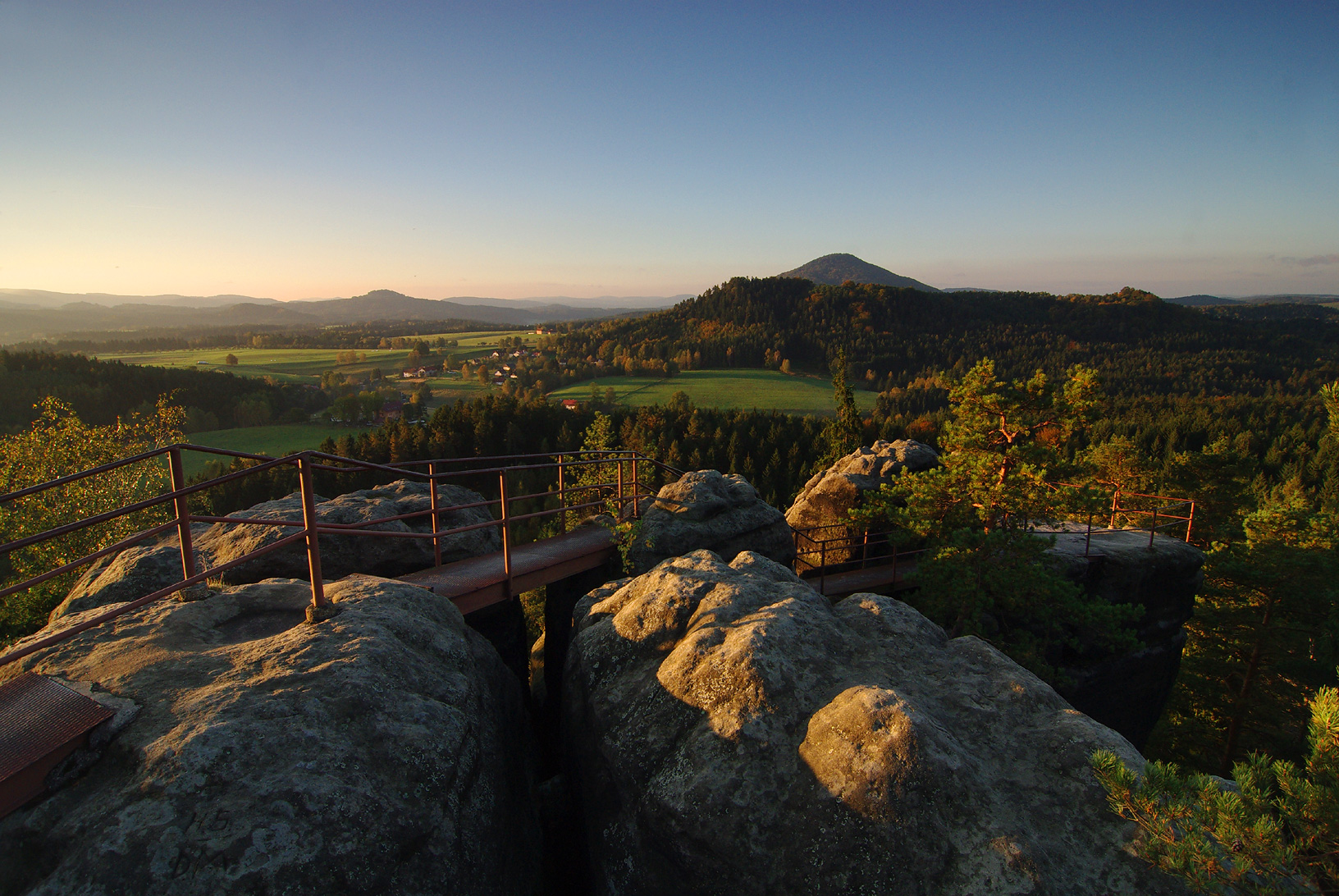
Blick zum Rosenberg, der vordere Teil der Aussicht wurde 2021/22 zurückgebaut